# 239307 Кручиненко
239307 Кручиненко (239307 Kruchynenko) — астероїд головного поясу, відкритий 24 серпня 2007 року в Андрушівці.